# Kostel svatého Vavřince (Stupno)
Římskokatolický kostel svatého Vavřince ve Stupně je trojlodní orientovaná novorománská stavba s vysokou věží, postavená v letech 1880 až 1882 na místě staršího kostela z roku 1352 či 1361, který vyhořel v roce 1854. Je filiálním kostelem zbirožské farnosti a je chráněn jako kulturní památka ČR

## Historie
Kostel ve Stupně se připomíná již v roce 1361 jako farní. Později fara zanikla a v roce 1713 se stal kostel filiálním k farnosti v Radnici. K opětovnému zřízení fary došlo v roce 1784. Původní kostel měl obdélný půdorys s polygonálním závěrem a dvojici věží v průčelí, dřevěná zvonice se zvony snad z 15. či 16. století stála samostatně. V roce 1993 byla provedena generální oprava omítek, v roce 1995 dostal kostel novou střechu.

## Popis

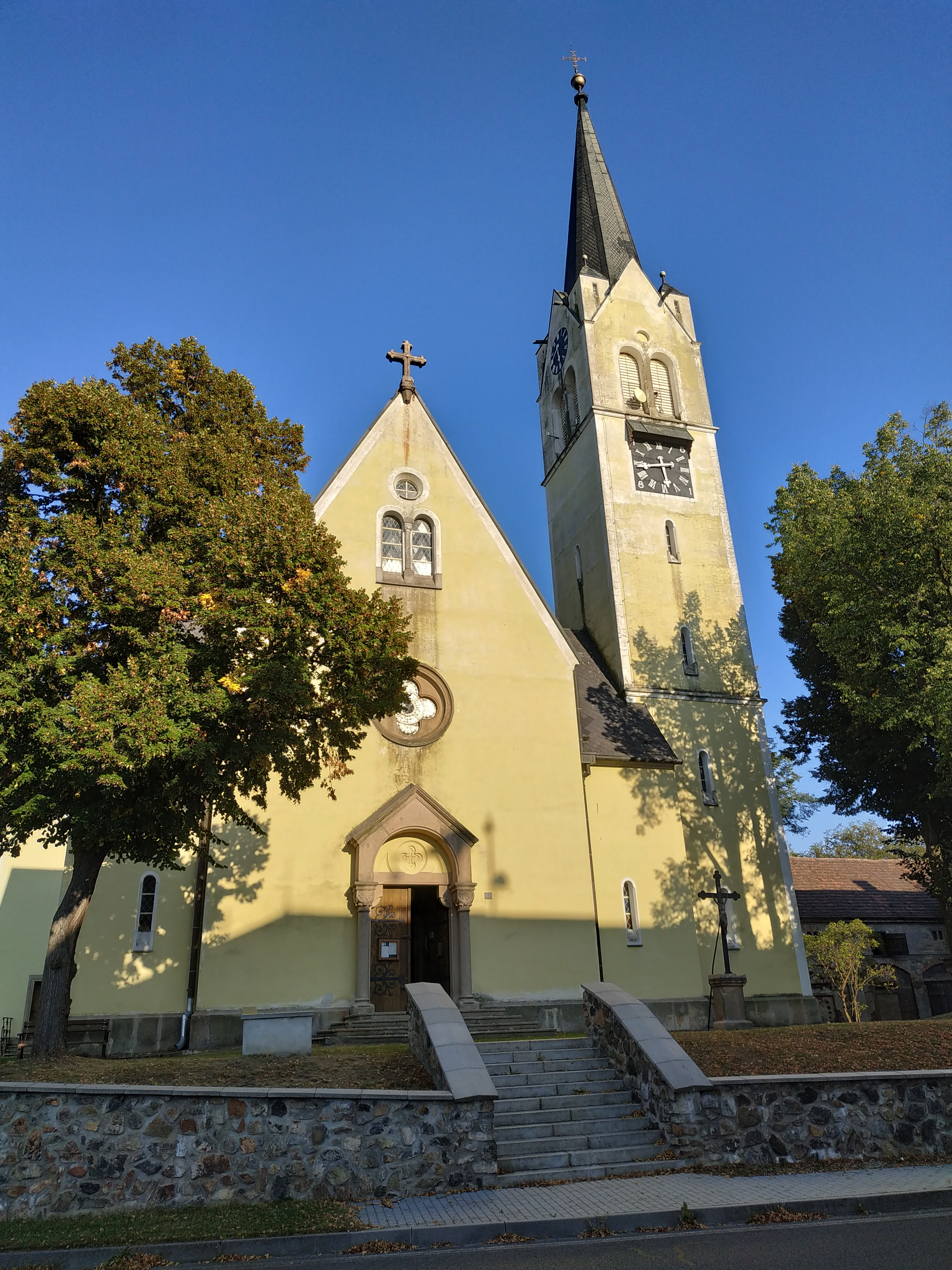
Západní průčelí kostela s věží při jižní straně

Jedná se o trojlodní kostel s transeptem, k jehož půlválcově uzavřenému presbyteriu přiléhají sakristie a protější oratoř, k jihozápadnímu průčelí přiléhá vysoká věž čtvercového půdorysu. Presbytář je zaklenut konchou, hlavní i křížová loď jsou plochostropé. Hlavní loď je od bočních oddělena širokými polokruhově sklenutými arkádami, spočívajícími na čtyřbokých pilířích. Boční lodi mají střechy pultové a stropy šikmé. Vnitřní zařízení je pseudorománské. Okna jsou podvojná, dělená kamennými románskými sloupky. V bočních zdech lodi křížové jsou okna trojitá.
Na hlavním oltáři se nachází obraz sv. Vavřince, po stranách obrazy sv. Prokopa a sv. Floriána od malíře Viléma Kandlera. Na jižní straně presbytáře obraz svatého Vavřince signovaný Josef Bergler Pin. Pragae. V ramenech křížové lodi stojí oltáříky pseudorománské; na jednom je vymalován obraz sv. Jana Nepomuckého od Kandlera, na druhém obraz „P. Marie s Ježíškem“ z roku 1885. Z kostela pochází i Assumpta z lipového dřeva, polychromovaná plastika 112 cm vysoká, vzadu vyhloubená, představující korunovanou Pannu Marii s dítětem v levici, stojící na půlměsíci, z doby okolo roku 1520.